# Shota Suzuki
Shota Suzuki (鈴木 将太 Suzuki Shota?, nacido el 3 de julio de 1984 en Kanagawa) es un exfutbolista japonés. Jugaba de centrocampista y su último club fue el Shonan Bellmare de Japón.

## Trayectoria

### Clubes
| Club            | País  | Año         |
| --------------- | ----- | ----------- |
| Omiya Ardija    | Japón | 2003 - 2005 |
| Kashiwa Reysol  | Japón | 2006        |
| Shonan Bellmare | Japón | 2007 - 2009 |